# Население Бендер
Численность населения Бендер по данным на 1 декабря 2021 года составляет 82 916 человек, а прилегающих к нему сёл — 5801 человек (3 220 — Гиска, 2 581 — Протягайловка)
Население города Бендеры характеризовалась и характеризуется значительной пестротой этно-языкового состава. Во времена раннего Средневековья в районе поселились славяне-тиверцы, постепенно вытесненные кочевыми тюркскими племенами — татары, половцы, печенеги, которые приняли ислам уже во времена Османской империи в XVI веке. Значительное молдавское население появилось в регионе около XIII века, в период после упадка славянской культуры и до установления власти османов. Русское, а также украинское, польское и болгарское население в городе появилось в ходе освоения этих слабозаселённых земель в XIX веке при поощрении администрации Российской империи. При этом в новое время Бендеры исторически отличалось преобладанием русского и, шире, русскоязычного населения, привлечённого промышленным потенциалом развития города в советскую эпоху. Татарское и турецкое население, переселилось в подконтрольную Османской империи Добруджу, так наз. беженцы-мухаджиры. В городе укоренилось многочисленное еврейское население. Во время румынской оккупации 1919—1940 годов город сохранил свой русскоязычный характер, хотя румынская администрация проводила целенаправленную политику румынизации и дерусификации. В город привлекались румыны из южных регионов Румынии. В советский период Бендеры пережили фазу бурного роста населения в результате высокого естественного и миграционного прироста лиц всех национальностей. Преобладающая религия в городе — православие, распространены протестантизм, иудаизм, многие атеистических убеждений. В средние века османская Бендерская крепость была центром распространения ислама в регионе.

## Данные переписей

Возрастной состав населения города Бендеры на 01.01.2020

Динамика численности населения Бендер

## Российская империя
По данным переписи 1897 года в городе проживали 31 797 человек. Родным языком указывали: русский (великорусский) — 10 984, еврейский — 10 632, украинский (малорусский) — 6 112, молдавский и румынский — 2 338, польский — 1 017.
В начале XX века, относительное большинство населения Бендер составляли евреи (34,5 % или 20 тыс.). Подобная картина наблюдалась и во многих других городах Российской Бессарабии и Северного Причерноморья (Кишинёв, Одесса и др.). Несмотря на небольшую долю собственно русского населения, русский язык к этому времени стал основным для преобладающего большинства многонационального населения города.

## В состав Румынии 1930
Согласно румынской переписи 1930 г. в городе насчитывалось 31.384 жителя:
- русские 15.116 (48,2 %),
- евреи 8.279 (26,4 %),
- румыны 5.464 (17,4 %),
- украинцы 1.349 (4,3 %),
- поляки 309,
- немцы 243,
- болгары 170,
- армяне 46,
- гагаузы 40,
- греки 37.

## Перепись населения СССР 1989
Согласно переписи населения 1989 г. в городе с подчинёнными населёнными пунктами насчитывалось 138.000 жителей, из которых:
- русские 57.800 (41,9 %),
- молдаване 41.400 (29,9 %),
- украинцы 25.100 (18,2 %),
- болгары 3.800 (2,8 %),
- гагаузы 1.600 (1,2 %)
- прочие 8.300 (6,0 %)
- всего 138.000

В собственно городе Бендеры (без подчинённых населённых пунктов) по переписи 1989 года насчитывалось 129.969 человек.

## Перепись населения Приднестровья 2004
Согласно переписи населения 2004 г. в городе (без подчинённых сельских населённых пунктов Гыска и Протягайловка) насчитывалось 97.027 жителей (сокращение к уровню 1989 г. составило 25,4 % или 33 тыс., в основном за счёт миграции, но также и отрицательного естественного прироста), из которых:
- русские —  41949 чел. (43,23 % от всего или 46,44 % от указавших национальность)
- молдаване —  24313 чел. (25,06 % от всего или 26,92 % от указавших национальность)
- украинцы —  17348 чел. (17,88 % от всего или 19,20 % от указавших национальность)
- болгары — 3001 чел. (3,09 % от всего или 3,32 % от указавших национальность)
- гагаузы — 1066 чел. (1,10 % от всего или 1,18 % от указавших национальность)
- белорусы — 713 чел. (0,73 % от всего или 0,79 % от указавших национальность)
- евреи — 383 чел. (0,39 % от всего или 0,42 % от указавших национальность)
- немцы — 258 чел. (0,27 % от всего или 0,29 % от указавших национальность)
- другие — 1301 чел. (1,34 % от всего или 1,44 % от указавших национальность)
- всего указали — 90332 чел. (93,10 % от всего или 100,00 % от указавших национальность)
- не указали — 6695 чел. (6,90 % от всего)
- Всего — 97027 чел. (100,00 % от всего)

Согласно переписи населения 2004 г. в городе (с подчинёнными сельскими населёнными пунктами Гыска и Протягайловка) насчитывалось 105.010 жителей (сокращение к уровню 1989 г. составило 23,9 % или 33 тыс.), из которых:
- русские —  46387 чел. (44,17 % от всего или 47,18 % от указавших национальность)
- молдаване —  25888 чел. (24,65 % от всего или 26,33 % от указавших национальность)
- украинцы —  18725 чел. (17,83 % от всего или 19,05 % от указавших национальность)
- болгары — 3332 чел. (3,17 % от всего или 3,39 % от указавших национальность)
- гагаузы — 1182 чел. (1,13 % от всего или 1,20 % от указавших национальность)
- белорусы — 740 чел. (0,70 % от всего или 0,75 % от указавших национальность)
- евреи — 392 чел. (0,37 % от всего или 0,40 % от указавших национальность)
- немцы — 286 чел. (0,27 % от всего или 0,29 % от указавших национальность)
- другие — 1383 чел. (1,32 % от всего или 1,41 % от указавших национальность)
- всего указали — 98315 чел. (93,62 % от всего или 100,00 % от указавших национальность)
- не указано — 6695 чел. (6,38 % от всего)
- Всего — 105010 чел. (100,00 % от всего)